# Cimetière militaire allemand de Vladslo
Pour un article plus général, voir Sites funéraires et mémoriels de la Première Guerre mondiale (Front Ouest).
Le cimetière militaire allemand de Vladslo est situé à environ trois kilomètres au nord-est de Vladslo, près de Dixmude, en Belgique. Créé pendant la Première Guerre mondiale, il abrite 3 233 sépultures de guerre. En 1956 on y a concentré les sépultures de nombreux petits cimetières des environs, et on y trouve à présent les restes de 25 644 soldats. Chaque pierre porte les noms de vingt soldats, avec seulement leur grade et les dates de leur mort. L'artiste Willem Vermandere a évoqué ce cimetière dans son poème Vladslo.
Le cimetière est administré par la Commission des sépultures de guerre allemande (Volksbund Deutsche Kriegsgräberfürsorge). Elle a également la charge des trois autres cimetières militaires allemands en Belgique : Langemark, Menin et Hooglede.

## Les parents en deuil

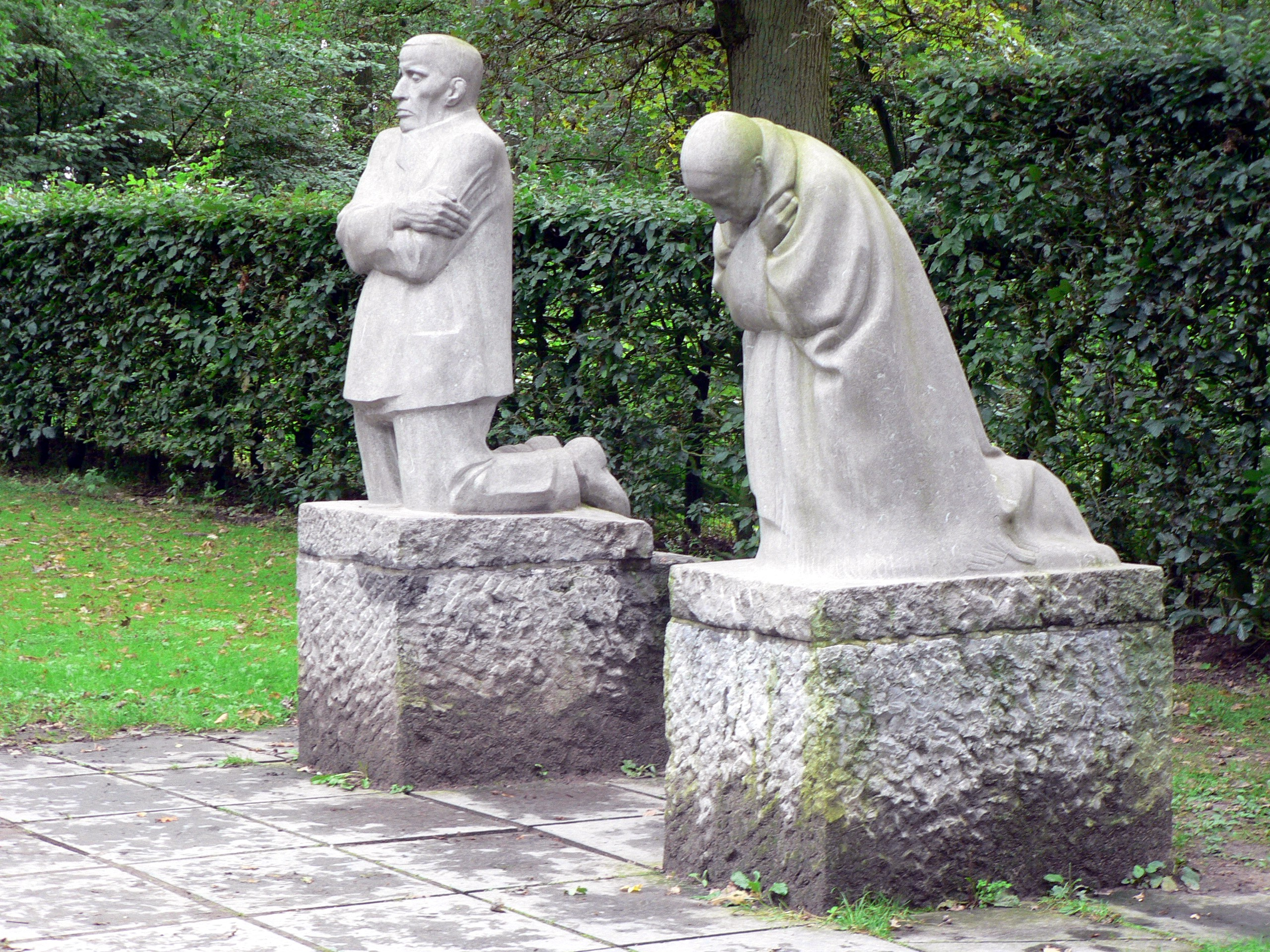
Les parents en deuil

Le cimetière contient aussi une statue – Les parents en deuil – œuvre de Käthe Kollwitz. Sculptrice allemande connue, elle a dédié cette statue à son plus jeune fils, Pieter, tombé à Esen, non loin de là, le 23 octobre 1914. Les yeux du père sont fixés sur la neuvième pierre à partir de lui, c'est là qu'est écrit le nom de son fils.

## Sources
- (en) Cet article est partiellement ou en totalité issu de l’article de Wikipédia en anglais intitulé « Vladslo German war cemetery » (voir la liste des auteurs).